# Ди Меко, Эрик
Эри́к Ди Меко́ (фр. Éric Di Meco, родился 7 сентября 1963, Марсель, Франция), — французский футболист, защитник, известный по выступлениям за марсельский «Олимпик» и сборную Франции. Участник чемпионата Европы по футболу 1996 года в Англии.

## Карьера

### Клубная
Эрик — воспитанник футбольной академии «Марселя». В 1984 году дебютировал за команду в Лиге 1. В сезоне 1986-87 был в аренде в «Нанси», но затем вернулся в «Олимпик», с которым выиграл 4 чемпионата Франции и Кубок европейских чемпионов в 1993 году. В 1994 году перешёл в «Монако», где провел четыре сезона.
Один из лучших игроков «Марселя» — ведущего французского клуба начала 90-х годов. В его составе стал четырёхкратным чемпионом Франции. Свой пятый титул чемпиона страны завоевал с «Монако».

### Международная
16 августа 1989 года в матче против сборной Швеции Ди Меко дебютировал за сборную Франции. В 1996 году в составе национальной команды выступал на чемпионате Европы в Англии, где завоевал бронзовую медаль.

## Достижения

### Клубные
«Олимпик»
- Чемпион Франции: 1988/89, 1989/90, 1990/91, 1991/92
- Обладатель Кубка Франции: 1988/89
- Обладатель Кубка европейских чемпионов: 1992/93

«Монако»
- Чемпион Франции: 1996/97

Сборная Франции
- Обладатель Кубка Кирин: 1994
- Бронзовый призёр чемпионата Европы: 1996

### Личные
- Кавалер Ордена «За заслуги» (1996)